# Ярош Олексій Олександрович
Олексі́й Олекса́ндрович Я́рош — підполковник Збройних сил України, Національна гвардія України.
Станом на березень 2017-го — військовослужбовець Управління державної охорони, проживає в місті Козелець.

## Нагороди
15 липня 2014 року — за особисту мужність і героїзм, виявлені у захисті державного суверенітету та територіальної цілісності України, вірність військовій присязі під час російсько-української війни, відзначений — нагороджений орденом «За мужність» III ступеня.